# Oxyopsis stali
Oxyopsis stali är en bönsyrseart som beskrevs av Giglio-tos 1914. Oxyopsis stali ingår i släktet Oxyopsis och familjen Mantidae. Inga underarter finns listade i Catalogue of Life.